# Bromelia poeppigii
Bromelia poeppigii är en gräsväxtart som beskrevs av Carl Christian Mez. Bromelia poeppigii ingår i släktet Bromelia och familjen Bromeliaceae.
Artens utbredningsområde är Peru. Inga underarter finns listade i Catalogue of Life.